# 演劇企画CRANQ
演劇企画CRANQ（えんげききかく くらんく）は、日本の劇団、演劇プロデュースユニット。

## 概要
2008年、声優として活動する10人のメンバーで旗揚げ。「演劇企画」という名称の通り、劇団というよりは特定の所属俳優を持たず、公演の企画によって出演者が変動する〝演劇プロデュースユニット〟として舞台公演を展開する。
この集団は、出演俳優が普段は声優としての仕事をしながら演劇活動として参加するユニットという性格を持つ。
特筆すべきはその参加メンバーである。中心人物としては劇団あかぺら倶楽部に所属する吉田智則が挙げられるが、他にもクロジを主宰する松崎亜希子、劇団ヘロヘロQカムパニーの永松寛隆、元劇団21世紀FOXの波多野和俊、演劇ユニット3LDKを主宰する上田裕之など、それぞれ他に劇団やプロデュースユニットの中心人物としての経験を集結させて舞台を作りあげるための「お祭り企画」ともいえる。あまり舞台には出演しないと思われていた釘宮理恵や河原木志穂などに初舞台を踏ませるなど、実力派の声優がさらなるステップアップをするステージとしても注目されている。
キャッチフレーズは〝たまにはドキドキ、してみない？〟

## 略歴
- 2004年2月 - 吉田智則、波多野和俊、永松寛隆が企画。その後、自然消滅。
- 2007年2月 - 吉田が本格的に舞台プロデュースをするため、〝21世紀☆冒険倶楽部〟を発足させる。
- 2007年8月 - 『ソープオペラ』上演団体として〝演劇企画CRANQ〟と名付けられる。
- 2008年3月 - 劇団21世紀FOX公演への折り込みチラシにて初めて演劇企画CRANQの名前と公演内容が世間に告知される。
- 2008年4月 - 公式HPが開設。
- 2008年8月 - 演劇企画CRANQ 1st STAGE 『ソープオペラ』を旗揚げ公演。[2]
- 2012年1月～2月 - 演劇企画CRANQ 2nd STAGE 『絢爛とか爛慢とか』を公演。
- 2012年12月 - 演劇企画CRANQ ネットショップ 開設。

## 来歴
- 2004年、声優の山口勝平、高木渉、関智一がプロデュースしたさんにんのかい公演で出会った吉田智則、波多野和俊、永松寛隆の3人が、「一緒に舞台やろう!」と意気投合して結成された。ちなみに山口勝平の所属する劇団21世紀FOXには波多野が、高木渉の所属する劇団あかぺら倶楽部には吉田が、関智一の主宰する劇団ヘロヘロQカムパニーには永松がそれぞれ所属している。当時の劇団名は〝四輪駆動〟。なぜ3人なのに「四輪」なのかは明らかにされていない。しかしそれぞれの所属劇団活動が忙しくなり、自然消滅した。
- 2007年に吉田を中心に本格的に活動を再開する。その際の名称は〝21世紀☆冒険倶楽部〟といった。この名称の由来は、『“演劇には、まだまだやり残していることがある― それを探す旅をしながら、「感動」と「共感」のネットワークを創造する!”をモットーに、21世紀を通して何年も観客の心にくすぶり続ける、そんな、魂を揺さぶる大冒険のようなステージを実現させたい! という願いを込めて命名』[3]された。ちなみに、「にじゅういっせいきぼうけんくらぶ」と読み、真ん中の☆は読まない。
- その後ワークショップを開始。そしてワークショップメンバーでの演劇公演を企画する。その際、メンバーのほぼ全員がプロの声優、そしてそれぞれ別々の劇団に所属する俳優という特性を生かして、公演ごとの企画プロデュース体制を採ることを決定する。
- 第1回公演に際し、ユニット名として〝演劇企画CRANQ（クランク）〟の名で公演を行うことを決定。なぜ演劇公演団体としての別名を付けたかは諸説あるが、21世紀☆冒険倶楽部が、「劇団21世紀FOXと劇団あかぺら倶楽部に似ている!」 と指摘されたためというのが有力な説である。[3]
ユニット名のCRANQは自転車のクランク（CRANK）から発想している。“自力で漕がなければ前には進まない”“パワーの源、エンジンは人力”という発想から命名された。この自転車にちなんだネーミングは、このユニットの特徴として随所に見受けられる。例えば第1回公演を〝1st STAGE〟としたのには、ツール・ド・フランスなどの自転車ロードレースにおいて、1日のレースを〝ステージ〟と称することからきていると想像できる。
- 旗揚げ公演『ソープオペラ』のチケット発売初日に全公演が完売し、急遽追加公演が設定されるという事態になり、注目を集める。これは、テレビ番組『衛星アニメ劇場』の司会などで人気の吉田や、ゲーム『THE IDOLM@STER』でアイドル的な人気を集める若林直美や下田麻美など、参加メンバーがそれぞれプロの声優として活躍していたためと思われる。
- 音響スタッフはオーディオ・タナカの田中英行と神保直史。アニメ『新世紀エヴァンゲリオン』や『ONE PIECE(ワンピース)』の音響制作をしているオーディオ・タナカが音響を担当しているのも、声優が多数関わるユニットならではといえる。
- 自転車キンクリートの人気劇作家 飯島早苗の『ソープオペラ』は発表後15年以上経過していたが、CRANQはそれを改訂し、2008年バージョンとして上演。ちなみに〝ソープオペラ〟とは「メロドラマ・メロドラマに出てくるのと似たような現実の状況、危機、不幸」という意味である。上演時のキャッチコピーは〝おいしい関係、召し上がれ〟。これは宣伝美術を担当したデザイナー、武田和香の発案である。
- 旗揚げ『ソープオペラ』は、決して大きくはない劇場ながら、3時間の上演時間、登場人物の膨大な台詞量、その日常的な世界観を、その時の風俗を取り入れた、軽妙でしかし熱のある意欲的な上演スタイルをとり、特に「盆[4]」を利用してニューヨークの3つの家庭を完全に再現する舞台美術[5]とその場面の移り変わりは、この規模の演劇公演としては驚異的な完成度を誇り、連日立見の満員御礼となった。いわゆる「声優のお芝居」として軽視されがちな演劇シーンにおいて、それとは一線を画す公演内容は、声優ファンだけでなく演劇ファンからも好意を持って迎えられた。
- 出演俳優たちの芝居も高度なレベルで結実しており、これは「一生懸命歩いてきて、ふと気がつくと自分がどこに来てしまったか判らなくなり、どこへ向ったらいいのか見失ってしまった」劇中の登場人物キャラクターと、出演俳優たちが無意識のうちにリンクした結果といえる。
- 好評のうちに幕を閉じた旗揚げ公演以来、それぞれのメンバーは自劇団の活動や客演を精力的に行っており、CRANQとしての公演スケジュールを確保するのが困難になっていると吉田智則は自身のブログで語っている。
- 2011年5月19日、公式HPにて再始動宣言が発表され、翌日には第2回公演『絢爛とか爛慢とか』の上演も告知された。
- 2011年7月31日、秘密にされていた残り2名のキャストのうちの一人が河原木志穂であることが発表される。河原木は自身のブログにおいて、「最初で最後の舞台です」と出演の意気込みを語り、話題に。
- 2011年9月18日、「CRANQの最終兵器」として最後の一人のキャストが釘宮理恵と発表される。決して舞台には出ないと思われていた釘宮の初舞台出演の情報はネットをかけめぐり、公式HPが一時アクセス不可となった。
- 2nd STAGE 『絢爛とか爛慢とか』の公演劇場ザ・ポケットは、『ソープオペラ』のTACCS1179より倍近い収容人数を誇る劇場であったが、それでもチケット発売初日にモダンガール版全公演が完売し、後に追加席が設定、発売されるに至った。
- この『絢爛とか爛慢とか』は、登場人物4人が全て男性のモダンボーイ版と、同じ物語で全て女性が演じるモダンガール版の二つのバージョンで上演されるというユニークな公演形態をとった。
- この第2回公演においても、両バージョンとも2時間30分を超える上演時間、その膨大な台詞量、昭和初期の日本家屋が、場面ごとに春夏秋冬の季節に完全に移り変わっていく舞台美術、その時代の衣裳、こだわりある小道具など、非常に高いクオリティで上演された。

## 公演
- 1st STAGE 『ソープオペラ』 2008年8月
- 2nd STAGE 『絢爛とか爛慢とか』 2012年2月

## 過去の主な出演俳優
正式なメンバーは公表されていない。参加メンバーの多くが第三者の声優プロダクションなどに所属しており、また他に所属劇団などもあるため、公演ごとに必要なメンバーが集結するスタイルを採っているといえる。
- 吉田智則　（アーツビジョン・劇団あかぺら倶楽部）　→ 『ソープオペラ』／『絢爛とか爛慢とか』
- 波多野和俊　（元劇団21世紀FOX）　→ 『ソープオペラ』／『絢爛とか爛慢とか』
- 松崎亜希子　（クロジ）　→ 『ソープオペラ』／『絢爛とか爛慢とか』
- 永松寛隆　（劇団ヘロヘロQカムパニー）　→ 『ソープオペラ』／『絢爛とか爛慢とか』
- 上田裕之　（演劇ユニット3LDK）　→ 『ソープオペラ』／『絢爛とか爛慢とか』
- 下田麻美　（アーツビジョン）　→ 『ソープオペラ』／『絢爛とか爛慢とか』（写真）
- 釘宮理恵　（アイムエンタープライズ）　→ 『絢爛とか爛慢とか』
- 河原木志穂　（ケンユウオフィス）　→ 『絢爛とか爛慢とか』
- 佐久間紅美　（アミュレート）　→ 『絢爛とか爛慢とか』
- 若林直美 　→ 『ソープオペラ』
- 志賀麻登佳　（俳協）　→ 『ソープオペラ』
- 松下こみな　（ケンユウオフィス・元劇団21世紀FOX）　→ 『ソープオペラ』
- 米倉あや　（トルバドール音楽事務所）　→ 『ソープオペラ』
- かかずゆみ　（アトミックモンキー）　→ 『ソープオペラ』（声）
- 杉田智和　（アトミックモンキー）　→ 『絢爛とか爛慢とか』（写真）
- 杏泉しのぶ　（Theatre劇団子）　→ 『絢爛とか爛慢とか』

## 公演歴
| 2008年8月13日〜17日 | 1st STAGE | ソープオペラ | 下落合TACCS1179 | 吉田智則・若林直美・志賀麻登佳・松下こみな・上田裕之 松崎亜希子・波多野和俊・米倉あや・永松寛隆・下田麻美 |

| 2012年1月31日〜2月5日 | 2nd STAGE | 絢爛とか爛慢とか | 中野ザ・ポケット | 【モボ版】吉田智則・波多野和俊・上田裕之・永松寛隆 【モガ版】佐久間紅美・河原木志穂・松崎亜希子・釘宮理恵 |